# Епископи (окръг Пафос)
Епископѝ (на гръцки: Επισκοπή) е село в Кипър, окръг Пафос. Според статистическата служба на Република Кипър през 2001 г. селото има 162 жители.
Намира се на 11 км североизточно от Пафос.